# Tour de Finistère
A Tour de Finistère (oficialmente:Tour du Finistère), é uma competição de ciclismo profissional que se disputa no departamento Finistère, na França.
Disputa-se de forma ininterrupto desde 1986, mas somente é para ciclistas profissionais desde 2000. Corre-se em formato de clássica, isto é num único dia e é pontuável para a Copa da França de Ciclismo. Desde a criação dos Circuitos Continentais UCI em 2005 faz parte do UCI Europe Tour, dentro da categoria 1.1.
A prova realiza-se nas imediações da cidade de Quimper, a capital da Finistère.

## Palmarés
| Ano                   | Vencedor               | Segundo              | Terceiro             |           |
| --------------------- | ---------------------- | -------------------- | -------------------- | --------- |
| edições amador        |                        |                      |                      |           |
| 1986                  | Jean-Jacques Lamour    | Philippe Tranvaux    | Philippe Dalibard    |           |
| 1987                  | Philippe Dalibard      | David John Tonks     | Dominique Le Bon     |           |
| 1988                  | Pierre Le Bigaut       | Philippe Quéméneur   | Bertrand Sourget     |           |
| 1989                  | Philippe Dalibard      | Camille Coualan      | Eric Heulot          |           |
| 1990                  | Philippe Mondory       | Stéphane Galbois     | Camille Coualan      |           |
| 1991                  | Dominique Le Bon       | Jean-Louis Conan     | Frederic Galerne     |           |
| 1992                  | Pierre-Henri Menthéour | Jean-Philippe Rouxel | Jean-Louis Conan     |           |
| 1993                  | Dominique Le Bon       | Eric Le Rigoleur     | Pascal Le Tanou      |           |
| 1994                  | Pascal Deramé          | Michel Lallouët      | David Delrieu        |           |
| 1995                  | Michel Lallouët        | Anthony Morin        | Dominique Rault      |           |
| 1996                  | Camille Coualan        | Dominique Rault      | Sylvain Desbois      |           |
| 1997                  | Walter Bénéteau        | Christophe Faudot    | Jean-Philippe Rouxel |           |
| 1998                  | Franck Trotel          | Freddy Ravaleu       | Nicolas Dumont       |           |
| 1999                  | Laurent Estadieu       | Pascal Pofilet       | Michel Lallouët      |           |
| edições profissionais |                        |                      |                      |           |
| 2000                  | Sébastien Hinault      | Jean-Cyril Robin     | Anthony Langella     |           |
| 2001                  | Franck Renier          | Jean-Cyril Robin     | Xavier Jan           |           |
| 2002                  | David Bernabeu         | Johan Coenen         | Eddy Lembo           |           |
| 2003                  | Nicolas Fritsch        | Yoann Le Boulanger   | Julien Laidoun       |           |
| 2004                  | Daniele Balestri       | Mickaël Buffaz       | Bert Scheirlinckx    |           |
| 2005                  | Simon Gerrans          | David Moncoutié      | Yuri Trofimov        |           |
| 2006                  | Sergey Kolesnikov      | Pierrick Fédrigo     | Mikel Gaztañaga      |           |
| 2007                  | Niels Brouzes          | Yann Huguet          | Konstantin Klyuev    |           |
| 2008                  | David Le Lay           | Aleksejs Saramotins  | Rémi Pauriol         |           |
| 2009                  | Dimitri Champion       | Pierrick Fédrigo     | Anthony Geslin       |           |
| 2010                  | Florian Vachon         | Leonardo Duque       | Cédric Pineau        |           |
| 2011                  | Romain Feillu          | Armindo Fonseca      | Sandy Casar          |           |
| 2012                  | Julien Simon           | Samuel Dumoulin      | Jonathan McEvoy      |           |
| 2013                  | Cyril Gautier          | Frederik Veuchelen   | Anthony Geslin       |           |
| 2014                  | Antoine Demoitié       | Julien Simon         | Armindo Fonseca      |           |
| 2015                  | Tim De Troyer          | Jérôme Baugnies      | Julien Simon         |           |
| 2016                  | Baptiste Planckaert    | Samuel Dumoulin      | Alexandre Geniez     |           |
| 2017                  | Julien Loubet          | Julien Simon         | Pierre Latour        |           |
| 2018                  | Jonathan Hivert        | Romain Bardet        | Guillaume Martin     |           |
| 2019                  | Julien Simon           | Andrea Vendrame      | Baptiste Planckaert  |           |
| 2020                  | cancelado              | cancelado            | cancelado            | cancelado |
| 2021                  | Benoît Cosnefroy       | Sean De Bie          | Rasmus Tiller        |           |
| 2022                  | Julien Simon           | Clément Venturini    | Sandy Dujardin       |           |
| 2023                  | Paul Penhoët           | Sandy Dujardin       | Axel Zingle          |           |
| 2024                  | Benoît Cosnefroy       | Corbin Strong        | Rudy Molard          |           |
| 2025                  |                        |                      |                      |           |

## Palmarés por países
Actualizado após edição de 2023
| País      | Victorias |
| --------- | --------- |
| França    | 30        |
| Bélgica   | 3         |
| Espanha   | 1         |
| Austrália | 1         |
| Rússia    | 1         |
| Itália    | 1         |